# Atoka (Oklahoma)
Pour les articles homonymes, voir Atoka.
La ville américaine d’Atoka est le siège du comté d'Atoka, dans l’État d’Oklahoma. Lors du recensement de 2010, elle comptait 3 052 habitants.

## Source
- (en) Cet article est partiellement ou en totalité issu de l’article de Wikipédia en anglais intitulé « Atoka, Oklahoma » (voir la liste des auteurs).